# Paramiana marina
Paramiana marina là một loài bướm đêm trong họ Noctuidae.